# Jørn Lier Horst
Jorn Lier Horst (Bamble, Noruega, 27 de febrero de 1970) es uno  autor de novela negra escandinavo, conocido por los libros sobre el inspector de policía William Wisting. Antes de dedicarse plenamente a la literatura, trabajó durante años como inspector jefe de policía, algo que proporciona a sus obras un estilo único a la hora de conjugar el suspense con el realismo. Sus novelas han sido traducidas a veinticinco idiomas y de ellas se han vendido ocho millones de ejemplares en todo el mundo, además de haber recibido una decena de prestigiosos galardones literarios.
Además de escribir ficción adulta, es autor de la prestigiosa serie Clue y Agencia de Detectives Núm. 2.

## Obras literarias

### Serie del comisario William Wisting (traducido al español)
1. Cerrado en Invierno (‘’Vinterstengt’’) Traducción: Lotte Katrine Tollefsen, 2019.
2. Perros de caza (‘’Jakthundene’’) Traducción: Lotte Katrine Tollefsen, 2020.
3. El Ursurpador (‘’Hulemannen’’) Traducción: Lotte Katrine Tollefsen, 2022
4. Prueba de fuego (‘’Blindgang’’) Traducción: Lotte Katrine Tollefsen, 2023